# Seloncourt
Seloncourt ist eine französische Gemeinde mit 5.812 Einwohnern (Stand: 1. Januar 2022) im Département Doubs in der Region Bourgogne-Franche-Comté.

## Geographie
Seloncourt liegt auf 340 m, etwa sieben Kilometer südöstlich der Stadt Montbéliard (Luftlinie). Die Gemeinde, ein ehemaliges Straßendorf, erstreckt sich südlich des Beckens von Montbéliard, in der Talniederung des Gland kurz vor seiner Mündung in den Doubs, in den nördlichen Ausläufern des Juras.
Die Fläche des 7,92 km² großen Gemeindegebiets umfasst einen Abschnitt des nördlichen französischen Juras. Der Hauptteil des Gebietes wird von der Talniederung des Gland eingenommen, die sich nach Nordwesten zur Talebene des Doubs öffnet. Flankiert wird das ungefähr 500 m breite Tal von Hochflächen, die teils mit Acker- und Wiesland, teils mit Wald bestanden sind. Sie werden durch verschiedene Trockentäler untergliedert, darunter die Combe Guenot und die Combe Peugeot im Osten sowie das Tal von Bondeval im Süden. Nach Norden reicht das Gemeindeareal auf den Vraimont (415 m), nach Süden in das Waldgebiet von Essart Bourguignon, in dem mit 483 m die höchste Erhebung von Seloncourt erreicht wird, und nach Südosten bis an den Rand der Forêt Hollard (bis 430 m). Diese Höhen bilden die Nordabdachung der Tafeljurahochflächen.
Zu Seloncourt gehören die Ortsteile:
- Berne (348 m) im Tal des Gland südöstlich des Ortszentrums
- Sur les Roches (363 m) auf dem Plateau zwischen den Tälern von Doubs und Gland

Nachbargemeinden von Seloncourt sind Audincourt und Dasle im Norden, Vandoncourt im Osten, Hérimoncourt, Thulay und Bondeval im Süden sowie Valentigney im Westen.

## Geschichte
Die erste schriftliche Erwähnung von Seloncourt erfolgte im Jahr 1170 in einer Schenkungsurkunde an das Kloster Belchamp. Seloncourt bildete ein Lehen unter der Hoheit der Grafen von Montbéliard. 1282 wurde es von der Grafschaft losgelöst und gelangte an die Herrschaft Blamont. Mit dieser kam das Dorf im 16. Jahrhundert wieder unter die Oberhoheit der Grafen von Montbéliard. Diese führten die Reformation ein und ab 1558 wirkte ein lutherischer Pastor an der Dorfkirche (heute Vieille église genannt, d. h. Alte Kirche).
Als Teil der Herrschaft Blamont, die eine der vier Herrschaften des Fürstentums Württemberg-Mömpelgard (Montbéliard) bildete und 1699 von Frankreich annektiert wurde, gelangte Seloncourt 1748 vertraglich endgültig an Frankreich. Den Tod des lutherischen Pastors 1705 nahm die französische Regierung zum Anlass, einen katholischen Kuraten an der Dorfkirche einzusetzen, Seelsorger für die etwa zwölf Katholiken im Dorf. Den 200 Lutheranern im Dorf blieb nichts anderes übrig, als sich an die lutherischen Kirchen in Audincourt oder Valentigney zu wenden.
Mitte des 19. Jahrhunderts erlebte Seloncourt einen bedeutenden wirtschaftlichen Aufschwung durch die Einführung der Uhrenindustrie, zu deren Produkte besonders Armbanduhren, Wecker und Pendeluhren zählten. Mit der Eröffnung der Trambahn von Montbéliard nach Hérimoncourt im Jahr 1887 wurde die Gemeinde an das Netz des öffentlichen Verkehrs angebunden, doch der Betrieb der Linie wurde 1932 wieder aufgegeben. Heute gehört Seloncourt zum Gemeindeverband Pays de Montbéliard Agglomération.

## Sehenswürdigkeiten
|  |  |

- Seloncourts lutherische alte Dorfkirche (Vieille église) und neue lutherische Kirche stehen sehr nahe beieinander. Die alte Dorfkirche (im charakteristischen Stil der Kirchenbauten der Franche-Comté) geht ursprünglich auf das 15. Jahrhundert zurück, wurde im 18. Jahrhundert teilweise neu erbaut und von 1985 bis 1992 letztmals restauriert. Sie war bis zur Reformation 1558 dem hl. Lorenz geweiht und bis zum 19. Jahrhundert von einem Friedhof umgeben.
- Die neue lutherische Kirche (Temple luthérien, auch Grand Temple) wurde 1906 bis 1907 aus Granit aus den Vogesen errichtet.[3] Ihre Orgel wurde 1924 nach Plänen Albert Schweitzers erbaut.[3]
- Es gibt zwei weitere Kirchen, die katholische Kirche Saint-Laurent und die baptistische Kirche (Temple baptiste).
- In der Ortschaft gibt es verschiedene Fabrikantenvillen und Herrschaftssitze aus der Gründerzeit.
- Das Ende des 19. Jahrhunderts von Victor Boname erbaute Château Jean-Pierre Peugeot beherbergt heute das Centre de Formation des Fußballclubs Sochaux-Montbéliard.

## Bevölkerung
| Jahr                       | 1962 | 1968 | 1975 | 1982 | 1990 | 1999 | 2006 | 2016 |
| Einwohner                  | 4751 | 5308 | 5268 | 5545 | 5613 | 5746 | 5855 | 5823 |
| Quellen: Cassini und INSEE |      |      |      |      |      |      |      |      |

Mit 5812 Einwohnern (Stand 1. Januar 2022) gehört Seloncourt zu den größeren Gemeinden des Départements Doubs. Von 1850 bis 1911 zeigte die Einwohnerzahl ein kontinuierliches Wachstum. Danach folgte eine Zeit der Stagnation, die bis Ende der 1950er Jahre anhielt. Die 1960er Jahre waren wieder durch ein Wachstum geprägt. Anders als bei den anderen Gemeinden der Agglomeration Montbéliard wirkten sich die Wirtschaftskrise und die Restrukturierung der Industrie im Pays de Montbéliard in der Zeit von 1975 bis 1990 nicht in einem Rückgang, sondern nur in einer Stagnation der Bevölkerungszahl aus. Als einzige größere Gemeinde der Agglomeration weist Seloncourt in den letzten Jahren ein leichtes Wachstum auf. Das Siedlungsgebiet von Seloncourt ist heute mit denjenigen von Audincourt und Hérimoncourt beinahe lückenlos zusammengewachsen.

## Wirtschaft und Infrastruktur
Das lange Zeit landwirtschaftlich geprägte Seloncourt entwickelte sich um die Mitte des 19. Jahrhunderts zu einem Industriestandort. Die Industrie- und Gewerbeareale konzentrieren sich in der Talebene des Gland bei Berne und an der Grenze zu Audincourt. Heute gehören zu den wichtigen Industriebranchen die Herstellung von Lederwaren, die Oberflächenbehandlung, die Décolletage, die Feinmechanik und die elektrische Industrie. Ferner gibt es verschiedene Unternehmen, die im Dienstleistungssektor tätig sind sowie zahlreiche Geschäfte des Einzelhandels für den täglichen Bedarf. Seloncourt verfügt über ein Collège, eine Berufsfachschule und ein medizinisch-pädagogisches Institut.
Die Ortschaft ist verkehrstechnisch gut erschlossen. Sie liegt an der Hauptstraße D34, die von Audincourt nach Porrentruy führt. Der nächste Anschluss an die Autobahn A36 befindet sich in einer Entfernung von ungefähr sechs Kilometern. Weitere Straßenverbindungen bestehen mit Valentigney, Bondeval, Dasle und Vandoncourt. Mit Audincourt und der Stadt Montbéliard ist Seloncourt durch eine Buslinie verbunden.

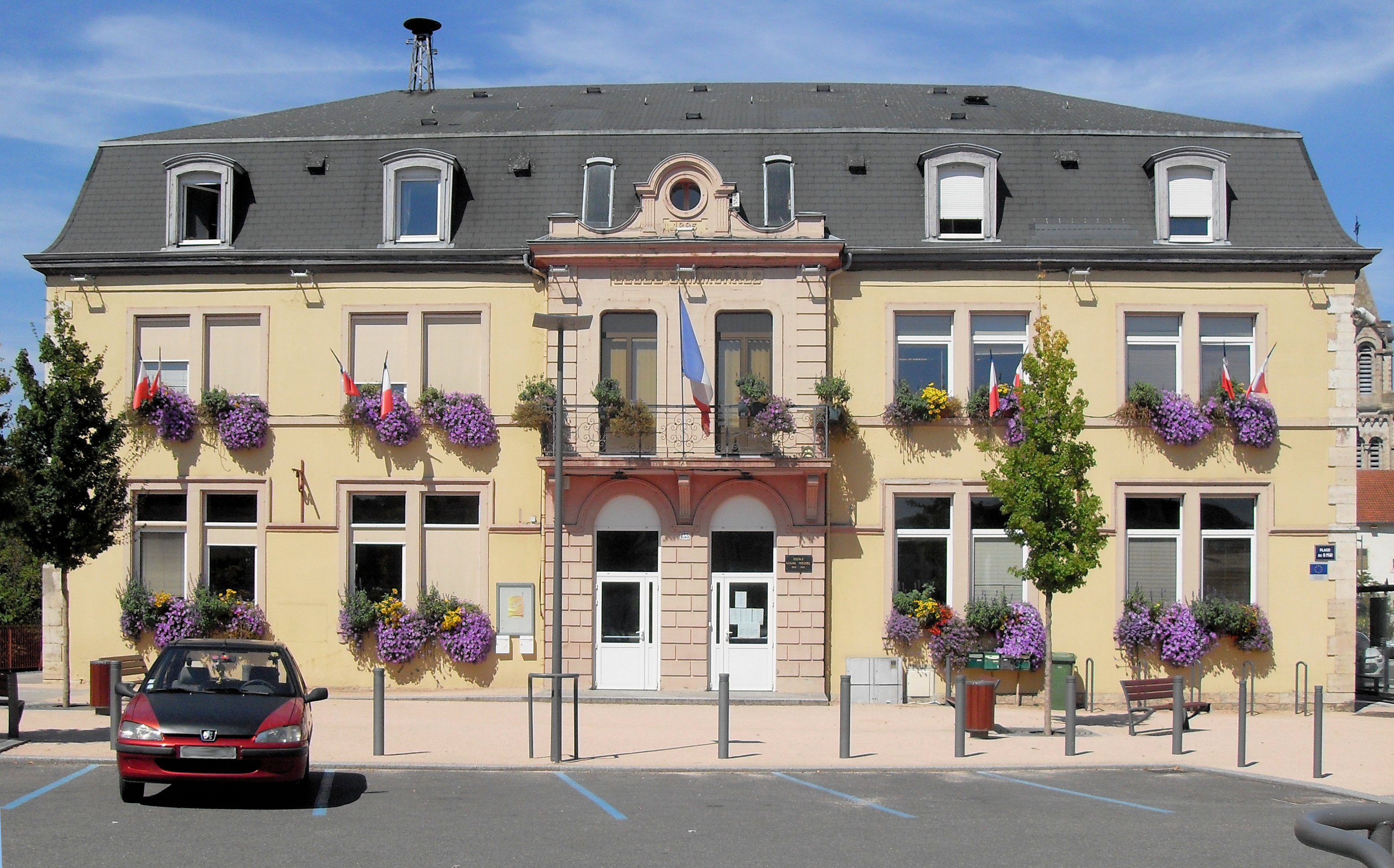
Grundschule „Louise Michel“

## Partnerschaften
Seloncourt pflegt eine Gemeindepartnerschaft mit Villongo in Italien.